# NGC 6176
NGC 6176 este o galaxie situată în constelația Dragonul. A fost descoperită în 9 iulie 1886 de către Lewis A. Swift.